# Lars-Inge Andersson
Lars-Inge "Snubben" Andersson är en svensk före detta fotbollsspelare som representerade Gais 1980–1983.

## Biografi
Andersson kom till Gais från Kortedala IF i division IV inför säsongen 1980. Han gjorde stor succé i vårderbyt mot Örgryte IS samma säsong, då han i sin andra seriematch för klubben bytte av den skadade Dean Mooney och gjorde de två första målen när Gais slog rivalerna med 4–0. Han spelade 21 matcher (4 mål) säsongen 1980, men blev tidigt 1981 skadad och var borta en stor del av säsongen då Gais åkte ur division II. I division III 1982 spelade han 21 av 22 matcher för Gais och gjorde 13 mål, men Gais misslyckades med att ta sig upp ur trean. Säsongen 1983 tappade han sin plats i laget och lånades under hösten ut till division V-klubben IK Zenith. Till säsongen 1984 gick han vidare till Norrby IF. Sammanlagt spelade han 59 matcher (17 mål) för Gais.